# Kiikoinen
Kiikoinen (Zweeds: Kikois) is een voormalige gemeente in de Finse provincie West-Finland en in de Finse regio Pirkanmaa. De gemeente had een totale oppervlakte van 138 km2 en telde 1321 inwoners in 2003.